# Межадор (сельское поселение)
Межадор — административно-территориальная единица (административная территория — село с подчинённой ему территорией) и муниципальное образование (сельское поселение с полным официальным наименованием муниципальное образование сельского поселения «Межадор») в составе муниципального района Сысольского в Республике Коми Российской Федерации.
Административный центр — село Межадор.

## История
Статус и границы административной территории установлены Законом Республики Коми от 6 марта 2006 года № 13-РЗ «Об административно-территориальном устройстве Республики Коми».
Статус и границы сельского поселения установлены Законом Республики Коми от 5 марта 2005 года № 11-РЗ «О территориальной организации местного самоуправления в Республике Коми».

## Население
| 2010 | 2011 | 2012 | 2013 | 2014 | 2015 | 2016 |
| ---- | ---- | ---- | ---- | ---- | ---- | ---- |
| 667  | ↘663 | ↗673 | ↗679 | ↗691 | →691 | ↘688 |
| 2017 | 2018 | 2019 | 2020 | 2021 |      |      |
| ↗698 | ↘691 | ↘667 | ↘653 | ↘586 |      |      |

## Состав
Состав административной территории и сельского поселения:
| № | Населённый пункт | Тип населённого пункта       | Население |
| - | ---------------- | ---------------------------- | --------- |
| 1 | Малешор          | деревня                      | 68        |
| 2 | Межадор          | село, административный центр | 65        |
| 3 | Тыдор            | деревня                      | 96        |
| 4 | Утога            | деревня                      | 7         |
| 5 | Шорсай           | деревня                      | 380       |
| 6 | Ягдор            | деревня                      | 51        |